# کریستف کلمب (فیلم ۱۹۴۹)
«کریستف کلمب» (انگلیسی: Christopher Columbus) فیلمی در ژانر زندگی‌نامه‌ای و درام است که در سال ۱۹۴۹ منتشر شد.

## بازیگران
- فردریک مارچ
- فلورنس الدریج
- فرانسیس ال سالیوان
- جیمز رابرتسن جاستیس
- نیل مک‌گینیس
- لین آوانس
- آنتونی استیل
- رانالد آدام